# Anselmo José Braamcamp

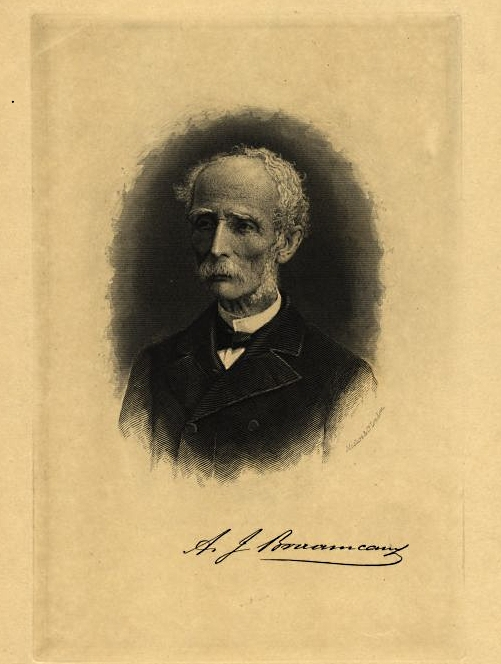
Anselmo José Braamcamp

Anselmo José Braamcamp de Almeida Castelo Branco (* 1819; † 13. November 1885) war ein Politiker aus der Zeit der konstitutionellen Monarchie in Portugal. Er war Vorsitzender der Historischen Partei, später der Progressiven Partei. Er war Innen-, Finanz und Außenminister und von 1879 bis 1881 Regierungschef seines Landes.

## Leben
Braamcamp, ein Jurist und Freimaurer, war ein treuer Anhänger der Historischen Partei und wurde 1851 zum ersten Mal als Abgeordneter in die Cortes, das portugiesische Parlament gewählt. Erste Regierungserfahrung sammelte er, als er 1862 bis 1864 in der zweiten Regierung des Herzogs von Loulé, des bedeutendsten Führers der Historischen Partei, Innenminister wurde. In der Zeit von 1869 bis 1870, der dritten Regierung des Herzogs von Loulé, war er Finanzminister.
Von 1871 bis 1877 regierte in Portugal die konservative Regenerationspartei (Regierung: António Maria de Fontes Pereira de Melo), die Historische Partei befand sich in der Opposition. In dieser Zeit starb der Herzog von Loulé (1875) und Braamcamp übernahm an seiner Stelle den Vorsitz der Historischen Partei und die Funktion des Oppositionsführers gegen Fontes Pereira de Melo. Im darauffolgenden Jahr starb auch der Marquês von Sá da Bandeira. Dieser war ursprünglich ebenfalls ein Politiker der Historischen Partei, hatte sich dann aber mit dem Herzog von Loulé überworfen und mit einigen Anhängern die Historische Partei verlassen, um seine eigene, die Reformistische Partei zu gründen. Diese war jedoch ganz auf die Person ihres Vorsitzenden zugeschnitten und geriet deshalb durch den Tod Sá da Bandeiras in eine Krise. Es war das große Verdienst Braamcamps, dass es diesem gelang, die Reformisten wieder mit der Historischen Partei zu versöhnen. Die beiden Parteien vereinigten sich (1876) und nannten sich künftig die Progressive Partei. Dadurch waren alle in Opposition zu Fontes Pereira de Melo stehenden Kräfte vereint, die Opposition hatte dadurch stark verbesserte Chancen, die konservative Regierung zu beenden. 
Am 29. Mai 1879 war es dann so weit: Über einen Skandal, der sich an den Beziehungen des Finanzministers mit der Überseebank entzündete, stürzte die zweite Regierung Fontes de Melo. Einige Tage später, am 1. Juni, wurde Braamcamp zum Ministerpräsidenten berufen. Seine Regierung war jedoch von kurzer Dauer. Dies lag vor allem daran, dass sich Fontes de Melo nicht mit dem Verlust der Macht abfinden konnte und eine kompromisslose Oppositionspolitik gegen Braamcamp steuert. Es gelang ihm, die Regierung Braamcamp durch ein Misstrauensvotum zu stürzen und selbst wieder an die Macht zu kommen. Braamcamp wurde erneut Oppositionsführer, starb aber, bevor er für seine Partei wieder die Regierungsmacht erringen konnte. Sein Nachfolger als Parteivorsitzender der Progressiven wurde José Luciano de Castro. Diesem gelang es ein Jahr nach dem Tod Braamcamps die Progressive Partei erneut an die Regierung zu bringen.
| Vorgänger                               | Amt                                    | Nachfolger                |
| --------------------------------------- | -------------------------------------- | ------------------------- |
| António Maria de Fontes Pereira de Melo | Premierminister von Portugal 1879–1881 | António Rodrigues Sampaio |

| Personendaten    | Personendaten                                                          |
| ---------------- | ---------------------------------------------------------------------- |
| NAME             | Braamcamp, Anselmo José                                                |
| ALTERNATIVNAMEN  | Castelo Branco, Anselmo José Braamcamp de Almeida (vollständiger Name) |
| KURZBESCHREIBUNG | portugiesischer Politiker                                              |
| GEBURTSDATUM     | 1819                                                                   |
| STERBEDATUM      | 13. November 1885                                                      |